# Saint-Vincent-sur-l’Isle
Saint-Vincent-sur-l’Isle – miejscowość i gmina we Francji, w regionie Nowa Akwitania, w departamencie Dordogne.
Według danych na rok 1990 gminę zamieszkiwały 204 osoby, a gęstość zaludnienia wynosiła 20 osób/km² (wśród 2290 gmin Akwitanii Saint-Vincent-sur-l’Isle plasuje się na 973. miejscu pod względem liczby ludności, natomiast pod względem powierzchni na miejscu 1048.).